# Wereldreis

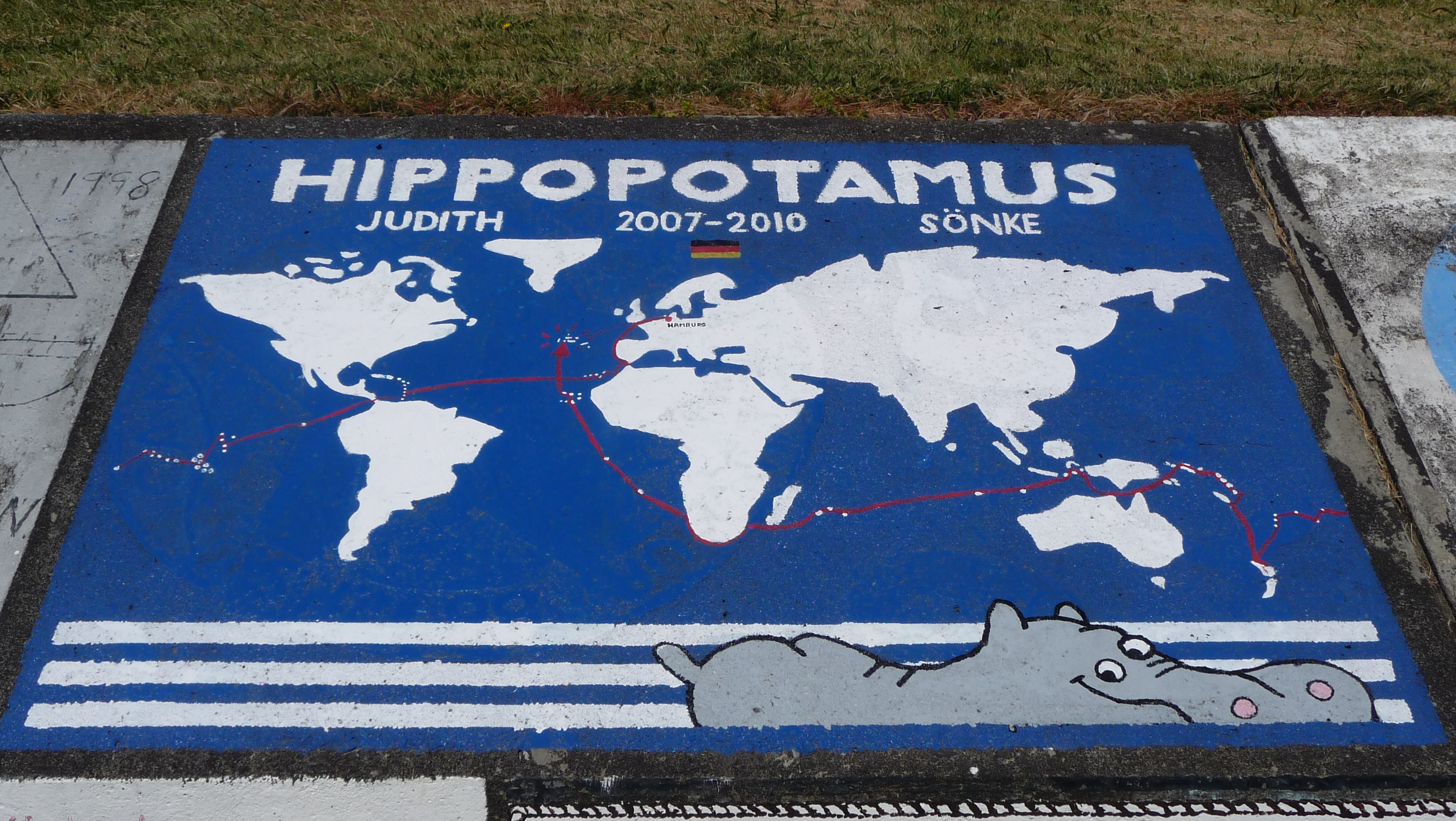
Wereldreis per schip (rode lijn)

Een wereldreis is in strikte zin een reis waarbij elke meridiaan minstens eenmaal gepasseerd wordt.
Het begrip circumnavigatie wordt in algemeen gebruikt als de reis met een bepaald vervoermiddel wordt uitgevoerd, zoals met een schip, luchtballon, fiets, maar ook te voet. Dit soort wereldreizen hebben vaak een sportief of wedstrijdkarakter en worden volgens vooraf vastgestelde regels ondernomen. Een voorbeeld is de zeilwedstrijd Vendée Globe.
Een tegenstelling van dit soort reizen maakt de globetrotter bij wie het minder om de prestatie van de reis om de wereld gaat, maar meer om het reizen op zich. Voor deze wereldreizen wordt als vervoermiddel in het algemeen het openbaar vervoer gebruikt, waarbij intercontinentaal het meest het vliegtuig wordt gebruikt. De reisbranche biedt speciaal voor dit doel de Round-The-World-Tickets, waarmee in meerdere etappes en met inbegrip van trajecten over land eenmaal om de wereld gevlogen kan worden
Een wereldberoemde roman over een wereldreis is De reis om de wereld in tachtig dagen van Jules Verne uit 1873. Een bekende roman van de Nederlandse schrijfster Thea Beckman uit 1970 is Met Korilu de Griemel rond.